# Hôpital Agostinho Neto (Praia)
 (décembre 2023).
L'Hôpital Central de Praia ou Hôpital Agostinho Neto  (en portugais : Hospital Dr. Agostinho Neto, sigle HAN) est un hôpital public à Praia au Cap-Vert,,,,.

## Présentation
L’hôpital Agostinho Neto est la plus grande unité hospitalière du Cap-Vert, située dans le centre historique de Praia, le quartier de Plateau.
Il s'agit d'une entité publique, sous la tutelle du ministère de la Santé, chargée de services d'une grande importance sociale, offrant une assistance dans le domaine de la santé, en fournissant des soins de santé différenciés aux niveaux secondaire et tertiaire.
L’hôpital Agostinho Neto dispense des soins de santé à une population résidente d'environ 153 735 habitants, la zone de responsabilité définie pour le HAN comprend les Îles de Sotavento, Sal et Boavista, et il assure une couverture nationale dans certaines spécialités et services.
Les bâtiments de l'hôpital ont une surface de 3 800 m2 répartis en plusieurs pavillons. 
L'hopital dispose de 412 lits, répartis entre les salles d'urgence, maternité, médecine, chirurgie, pédiatrie et psychiatrie.